# فرد تايلور (سياسي)
فرد تايلور (بالإنجليزية: Fred Taylor)‏ هو سياسي أمريكي، ولد في 30 أغسطس 1931 في الولايات المتحدة. حزبياً، نشط في الحزب الديمقراطي. وقد انتخب عضو مجلس نواب بنسيلفانيا.